# Larry Kaufman
Larry Kaufman, właściwie Lawrence Charles Kaufman (ur. 15 listopada 1947 w Waszyngtonie) – amerykański szachista i trener szachowy, arcymistrz od 2008 roku.

## Kariera szachowa
W 1966 zwyciężył w turnieju American Open. W latach 1967 i 1972 dwukrotnie reprezentował Stany Zjednoczone na drużynowych mistrzostwach świata studentów, w 1967 zdobywając tytuł wicemistrzowski. W 1979 podzielił III m. (za Michaelem Rohdei Leonidem Szamkowiczem, wspólnie z Eugene Meyerem) w otwartym turnieju w Marshall Open w Nowym Jorku, natomiast w 1980 otrzymał tytuł mistrza międzynarodowego. Wielokrotnie zwyciężał w mistrzostwach stanów Waszyngton (dwukrotnie), Wirginia, Floryda (dwukrotnie), Massachusetts, Karolina Południowa, Pensylwania i Maryland (czterokrotnie). Największy sukces w karierze odniósł w 2008 w Bad Zwischenahn, zdobywając tytuł mistrza świata „weteranów” (zawodników powyżej 60. roku życia). Za osiągnięcie to Międzynarodowa Federacja Szachowa przyznała mu tytuł arcymistrza.
Sukcesy osiągał również w grze w shōgi: w 1998 zajął II m. w indywidualnych mistrzostwach Stanów Zjednoczonych, w 1998 i 1999 dwukrotnie zwyciężył w turniejach Pan-Atlantic Championship. Poza tym, w 1999 zwyciężył w turniejach European Open, Eastern Open oraz Osaka Shogi Renmei, był również drugi w turnieju First International Shogi Tournament w Tokio.
Larry Kaufman jest również znany jako twórca szachowych programów komputerowych, m.in. Socratesa, Mini i Rexa. Jest również współautorem programu Rybka oraz Komodo. W 2004 napisał książkę The Chess Advantage in Black and White: Opening Moves of the Grandmasters (ISBN 0-8129-3571-3).
Najwyższy ranking w karierze osiągnął 1 stycznia 1982; z wynikiem 2445 punktów zajmował wówczas 31. miejsce 
wśród amerykańskich szachistów.
Jego zdaniem wariant szachów Capablanki – Grand Chess „jest doskonałą grą i zasługuje na większą liczbę fanów”.